# Brno Plus
Brno Plus (zkráceně Brno+) bylo politické hnutí existující v letech 2018 až 2022 v Brně. V letech 2019 až 2020 se jmenovalo Vědci pro Českou republiku. Předsedou hnutí byl v letech 2018 až 2019 a 2021 až 2022 Robert Kotzian. Hnutí navazovalo na činnost spolku Brno+, který byl založen v roce 2014 a vstoupil do povědomí v době konání referenda v Brně v roce 2016.

## Programové priority hnutí v roce 2022
Pro volby do Zastupitelstva města Brna předložilo hnutí následující program:
- Průjezdné město a parkování

- Bezpečí a pořádek

- Více bydlení

## Program hnutí v roce 2019
Pro volby do Evropského parlamentu předložilo hnutí následující program:
Nazývat věci pravými jmény
- Respekt k národním zájmům – hájení českých národních zájmů, flexibilní integrace.
- Bezpečná země v bezpečné Evropě – odmítání společné migrační a azylové politiky, silná a účinná ochrana hranic EU, reforma rozvojové pomoci EU v Africe, rozvoj účinné kybernetické bezpečnosti.
- Podpora vědy, výzkumu a vzdělanosti – efektivní využití finančních prostředků na podporu vzdělání a vědy, rozvoj inovací, posilování kritického myšlení, vzdělávání všech vrstev obyvatel.
- Životní prostředí bez ideologií – ochrana životního prostředí, využívání nových technologií a výsledků vědy a výzkumu.
- Stop nesmyslným a zbytečným regulacím – rušení zbytečných regulací, zjednodušování a snižování daní.

## Volby

### Volby do Zastupitelstva města Brna 2018
Hnutí se pod názvem Brno Plus zúčastnilo voleb do Zastupitelstva města Brna. Zde obdrželo 169 729 hlasů (2,65 %) a nezískalo žádný mandát.

### Volby do Evropského parlamentu v roce 2019
Hnutí se zúčastnilo voleb do Evropského parlamentu. Lídrem kandidátky byl Ivan Holoubek, dále kandidovali například Viktor Kanický, Václav Dombek, Blahoslav Maršálek a Jana Hajšlová.
V těchto volbách obdrželo hnutí 19 492 hlasů (0,82 %), a nezískalo tak žádný mandát.

### Volby do Zastupitelstva města Brna 2022
V roce 2022 hnutí kandidovalo v komunálních volbách v Brně, a to v koalici s politickou stranou Svobodní. Lídrem kandidátky byl Robert Kotzian. Na dalších předních místech kandidátky byli členové hnutí Jaroslav Dittrich a Richard Duřpekt. Společná kandidátka obdržela 1,65 % hlasů, a nezískala tak žádný mandát.
V prosinci 2022 pak hnutí zaniklo a bylo vymazáno z rejstříku politických stran a hnutí.